# Lorenzo Gafà
Lorenzo Gafà (1639–1703) – maltański architekt i rzeźbiarz epoki baroku. Zaprojektował wiele kościołów na Wyspach Maltańskich, w tym katedrę św. Pawła w Mdinie i katedrę Wniebowzięcia w Victorii na Gozo. Był młodszym bratem rzeźbiarza Melchiorre’a Cafà.

## Życie i twórczość
Gafà urodził się w 1639 w Birgu jako syn rzeźbiarza Marco Gafà i jego żony Veroniki. Karierę zawodową rozpoczął jako rzeźbiarz u boku swojego ojca, oraz starszego brata Melchiorre’a, który już był uznanym rzeźbiarzem. Lorenzo mógł studiować architekturę w Rzymie, chociaż nie ma żadnych dokumentów potwierdzających, że kiedykolwiek opuścił Maltę. Możliwe, że był uczniem włoskiego architekta Francesco Buonamiciego, podczas gdy ten ostatni mieszkał na Malcie.

### Prace udokumentowane
Już na początku lat sześćdziesiątych XVII wieku zainteresował się projektowaniem budynków, a od 1661 wiadomo, że był zaangażowany w projekt prezbiterium kościoła św. Filipa w Żebbuġ. Jakiś czas przed 1666 pracował przy reredos ołtarza głównego w kościele św. Scholastyki oraz w dominikańskim kościele Zwiastowania, oba w rodzinnym mieście Birgu. Znany jest również z tego, że zaprojektował ołtarz do kościoła św. Mikołaja w Valletcie. Zaprojektował również lub był zaangażowany w budowę następujących kościołów:
- Bazylika św. Pawła, Rabat (1664–83)
- Kościół św. Pawła Rozbitka, Valletta (1666–80)
- Kościół Karmelitów, Mdina (1668–72)
- Kościół Sarria, Floriana (1676)
- Kościół św. Mikołaja, Siġġiewi (1676–1693)
- Kościół św. Anny, Birgu (1679)
- Kościół św. Rocha, Valletta (ok. 1680)
- Kościół św. Wawrzyńca, Birgu (1681–97)
- Kościół św. Piotra Męczennika, Marsaxlokk (1682)
- Kopuła kościoła św. Jerzego, Qormi (1684)
- Kościół Wniebowzięcia Najświętszej Maryi Panny, Qrendi (1685–1712)
- Sanktuarium Tal-Ħlas, Qormi (1690)
- Kościół św. Katarzyny, Żejtun (1692–1744)
- Kościół Ducha Świętego, Żejtun (1688)
- Katedra Wniebowzięcia Najświętszej Maryi Panny, Rabat (Gozo) (1697–1711)
- Powiększenie kościoła Matki Bożej Zwycięskiej, Valletta (1699)

### Prace przypisane
Niektóre źródła podają również, że Gafà był zaangażowany w budowę kościoła św. Katarzyny w Żurrieq (1632–1655), kościoła Our Saviour w Kalkarze (1680), kościoła Matki Bożej w Żebbuġ (1683), prezbiterium kościoła Narodzenia Najświętszej Maryi Panny w Naxxar (1691), kościoła Zwiastowania w Tarxien (1692), kościoła św. Mikołaja w Mdinie (1692), kościoła św. Agaty w Mdinie (1694) i kościoła św. Juliana w Isli (Senglea) (1696).

### Inne prace
W 1679 Gafà zaprojektował i nadzorował budowę prezbiterium katedry św. Pawła w Mdinie, a później zaprojektował Pałac Biskupi. Katedra została częściowo zniszczona kilka lat później podczas trzęsienia ziemi, chociaż nowo wybudowane prezbiterium pozostało nienaruszone. Stara katedra została rozebrana, a między 1696 a 1705 zbudowano nową, według barokowych projektów Gafà. Została ona konsekrowana 8 października 1702 i jest uważana za arcydzieło Gafà.
Gafà zaprojektował także niektóre świeckie budynki, w tym Villa Bichi (1675), pałac generała galer w Birgu (przed 1695) i prawdopodobnie szpital Ta’Saura w Rabacie (1655).
Lorenzo Gafà zmarł 16 lutego 1703 w wieku 64 lat.